# Народни музеј Ваљево
Народни музеј Ваљево је основан 1951. године, а његов централни објекат се данас налази у центру града Ваљева, на обали реке Колубаре, недалеко од Тешњара, старе градске чаршије, нове чаршије, Кнез Милошеве улице и хотела Гранд.
У музеју се чува више од 50.000 различитих предмета разврстаних у четири врсте збирки: археолошке, историјске, етнографске и уметничке. Музеј је задужен за заштиту покретне и нематеријалне културне баштине на територијама града Ваљева и осталих пет општина Колубарског округа (Осечина, Мионица, Љиг, Лајковац и Уб). Рад Музеја је организован кроз три службе: административно техничку, службу за рад са музејским збиркама и службу за рад са публиком и музејске комуникације. У саставу музеја се налазе и његови депанданси и одељења у Ваљеву: Муселимов конак и Кула Ненадовића, Историјски спомен комплекс у Бранковини и Завичајно музејско одељење у Осечини.
Данас Музеј спада у једну од најмодернијих и најпосећенијих музејских институција у Србији. У дужем низу година све његове програме годишње посети преко 100.000 посетилаца. У два маха (2005. и 2008) је добио награду Михаило Валтровић, коју Музејско друштво Србије додељује најбољем музеју у Србији у претходној години. Добитник је и годишње награде (2013) националног одељења Међународног савета музеја (ICOM), као и плакета Капетан Миша Анастасијевић и Туристичког цвета.

## Историјат
Народни музеј Ваљево је основан у времену када је оснивана већина завичајних музеја у Србији. У тренутку оснивања био је смештен у објекту Муселимовог конака, у центру Ваљева. Мали изложбени простор, од непуних 100 m², био је подељен на четири целине. Прву је представљала уводна сала из које се улазило у три одељења: Одељење старина, Одељење НОБ-а и Одељење народне изградње. Четири године касније, 1955, Музеј се проширио на оближњи, данас не постојећи објекат, у коме су смештена одељења НОБ-а и Народне изградње, чиме се формира музејски депанданс Музеј народне револуције. Одељење старина је остало у Муселимовом конаку. 
Од 1969. изложбени простор ваљевског музеја проширује се пресељењем у нову, пространију зграду подигнуту 1870. године за потребе Ваљевске гимназије и основне школе, а која је, током Првог светског рата, у периоду од 1914. до 1915. била један од објеката чувене Ваљевске болнице.
Са преласком музеја у нову зграду Муселимов конак је једно време био претворен у музејску галерију намењену за презентацију разноврсних тематских изложби, потом је дуже време био ван сваке функције, да би 1995. године постао меморијални музеј посвећен Сечи кнезова и Првом и Другом српском устанку. Пре тога, 1984. године, Музеј је отворио и своје поставке у оквиру историјског спомен комплекса у Бранковини.
За то време, услед дотрајалости и небриге, централна зграда ваљевског музеја све више је пропадала. Стално прокишњавање узроковало је појаву влаге и прегоревање инсталација, услед чега је комплексна поставка затворена 1996. У нови миленијум музеј је ушао не само без комплексне поставке већ и инфраструктурно потпуно девастиран. Током 2001. године отпочеле су опсежне активности на ревитализацији Музеја, и после низа различитих грађевинских радова, оне су завршене 2007. године отварањем нове комплексне централне поставке.

## Музеј данас

### Централна поставка
Централна комплексна стална поставка "Ваљево – трећа димензија прошлости, поглед из будућности" отворена је у мају 2007. године. У девет музејских сала презентовано је девет тематских музеографских нарација које се хронолошки надовезују приказујући историјске процесе од периода праисторије до половине 20. века. Како би посетиоци што ефектније доживели презентоване историјске периоде и процесе, музејски предмети су изложени уз помоћ амбијенталних и догађајних реконструкција, а уз употребу савремене технологије.

### Музејска галерија
У оквиру централног објекта музеја налази се и музејска галерија са две повезане сале. У њима се редовно презентују тематске изложбе које стручњаци ваљевског музеја припремају радећи на стручно-научној обради својих збирки, као и изложбе преузете од других музеја и сродних баштинских институција. Поред тога у галерији се редовно одржавају и други разноврсни програми:филмске вечери, концерти, предавања, промоције и сл.

### Пратећи садржаји
Поред простора са сталном поставком и галеријом, у централном објекту музеја се налазе и музејска сувенирница и клуб. Сувенирница је смештена у пријемној сали музеја, испред улаза у сталну поставку и у њој посетиоци могу да набаве информативни материјал, од уобичајених музејских водича, каталога, проспеката и разгледница, преко монографија о прошлости Ваљева, до разноврсних сувенира. Музејски клуб се налази уз простор галерије, у поред пружања уобичајених угоститељских клупских услуга, у њему се се такође одржавају концерти, промоције предавања и слични догађаји.

## Музејска одељења и депанданси
Поред централног музејског објекта Народни музеј Ваљево има и своја четири истурена депанданса и музејска одељења: Муселимов конак, Кула Ненадовића, Историјски спомен комплекс Бранковина и Завичајно одељење у Осечини.

### Муселимов конак
Муселимов конак, подигнут у 18. веку, је најстарија сачувана зграда у Ваљеву и у своје време је био део већег комплекса административних зграда у центру вароши. Конак је директно везан за сечу кнезова, као непосредни повод Српске револуције, будући да су у подруму Конака, почетком 1804. године, били затворени ваљевски кнезови Алекса Ненадовић и Илија Бирчанин и одатле су 4. фебруара изведени на губилиште, да би потом њихове главе биле јавно истакнуте на крову ове зграде.
Данас се у Конаку налазе две сталне музејске поставке. У подруму у коме су били заточени Алекса Ненадовић и Илија Бирчанин посетиоци могу да обиђу изложбу "Сеча кнезова" (отворена 2004. године), а у приземљу "Ваљевска нахија и Ваљевци у Првом и Другом српском устанку"(отворена 1995. године).

### Кула Ненадовића
Кула Ненадовића је један од главних симбола града Ваљева. Подигнута је у пролеће 1813. године, поред пута за Шабац. Подигао је Јаков Ненадовић уз помоћ сина Јеврема, да би се ту складиштила муниција за потребе устаника
Данас је кула Ненадовића у потпуности реконструисана и заштићена. У њој се налази примерена музејска поставка, отворена 2012. године, која презентује буран и занимљив историјат овог објекта.

### Историјски комплекс Бранковина
Бранковина се налази десетак километара, или "сат и по хода северно од Ваљева", како је забележио Прота Матеја Ненадовић и својим Мемоарима. Бранковина је изнедрила низ веома значајних личности из породице Ненадовић: кнезова, војвода, дипломата и писаца.
Народни музеј Ваљево је са својим сталним поставкама перманентно присутан у оквиру историјског спомен комплекса Бранковина, од 1984. године. Прво је у старој, "Протиној" школи 1984. године, поводом 180-те годишњице Првог српског устанка постављена музејска изложба о развоју школства и просвете у то време. Ту се налазе и реконструкције школске зборнице и учионице, са рукописним књигама, уџбеницима и училима, као и експериментална музејска радионица "Учионица кроз векове".
У другој школској згради, која са пуно разлога носи назив "Десанкина школа" налази се стална изложбена поставка о животном и књижевном путу Десанке Максимовић. Прва поставка је отворене 1985. године, а у јесен 2011. она је замењена новом, савременом, у којој је по први пут у музејској пракси у Србији употребљен 3Д холограм.

### Завичајно музејско одељење Осечина
Завичајно музејско одељење у Осечини је основано 2007. године на основу уговора Народног музеја Ваљево и Општине Осечина. За сада је лоцирано у простору општинске библиотеке и у њему се чувају и излажу предмети из завичајне збирке, презентују се разноврсне тематске изложбе и организују музејске радионице. У току су припремне активности за изградњу посебног Музеја шљиве, у оквиру кога би се сместила и поставка са завичајном збирком.

### Родна кућа војводе Живојина Мишића
Родна кућа војводе Живојина Мишића, једног од најзначајнијих војних заповедника Српске војске у Првом светском рату, налази се у селу Струганик, општина Мионица. У њој се налази меморијална поставка која се састоји из два дела, историјског, посвећеном војводи Мишићу и етнолошког. Сталне поставке је 1987. године реализовао Народни музеј Ваљево, у сарадњи са Војним музејом из Београда. Бригу о комплексу данас има Туристичка организација Рибница, из Мионице.